# Ерне Киш (генерал)
Ерне Киш (мађ. Kiss Ernő; Темишвар, 13. јун 1799 — Арад, 6. октобар 1849) био је мађарски генерал. Један је од учесника Мађарске револуције 1848. године и сматра се једним од „Тринаест арадских мученика”, мађарских генерала погубљених након краха револуције.

## Биографија
Ерне Киш рођен је у имућној племићкој породици јерменског порекла. Његов деда Исак Киш купио је поседе ( Елемир и Итебеј )  у Торонталској жупанији. Поред њега, отац Агоштон Киш и мајка Ана Богдановић имали су још двоје деце: сина Гергеља (који је умро 1815) и ћерку Марију, која се удала за Иштвана Пејачевића.
Био је ожењен Кристином Хорват, са којом је имао три ћерке.

## Војна каријера
Након што је 1818. године завршио бечки Терезијанум, Киш се прикључује Царском коњичком пуку. У пролеће револуционарне 1848. године, његов пук био је смештен у Великој Кикинди, где је учествовао у борбама са српским устаницима. Заслужан је за први већу мађарску победу у јужним крајевима, када је заробио српски логор у Перлезу 2. септембра исте године.
Пре битке код Пакозда, Лајош Баћањи је желео да постави Ернеа Киша за команданта мађарске војске, међутим, до тога није дошло. Дванаестог октобра унапређен је у генерал-мајора и преузео је вођство мађарских снага у Банату.
Унапређен је у генерал-поручника 12. децембра, али је после Битке код Панчева 2. јануара 1849. године предао вођство Јаношу Дамјанићу. Након предаје код Вилагоша, Руси заробљавају Киша и предају га аустријским царским властима.
Ерне Киш је осуђен на смрт стрељањем, уместо вешањем, јер није командовао трупама које су ратовале са аустријском војском. Након стрељања, Кишов болничар сахранио га је под псеудонимом на арадском гробљу. Године 1856. његово тело је пренето у римокатоличку цркву у Катарини (данашњи Равни Тополовац), селу које је било посед породице Киш, а 1872. године у породичну гробницу у римокатоличкој цркви у Елемиру.

## Споменик у Великом Бечкереку
Због своје повезаности са Торонталском жупанијом 1906. године на главном градском тргу у Великом Бечкереку подигнут му је споменик, рад вајара Беле Раднаија. Споменик је срушен 1920. године, а једини преживели део споменика је глава фигуре Ернеа Киша, која се данас чува у Народном музеју Зрењанин.

## Галерија
- Рељеф са ликом Ернеа Киша на Споменику слободе у Араду
- Спомен-плоча на цркви у Елемиру
- Откривање споменика Ернеу Кишу у Великом Бечкереку маја 1906. године